# Tiroteio em escolas

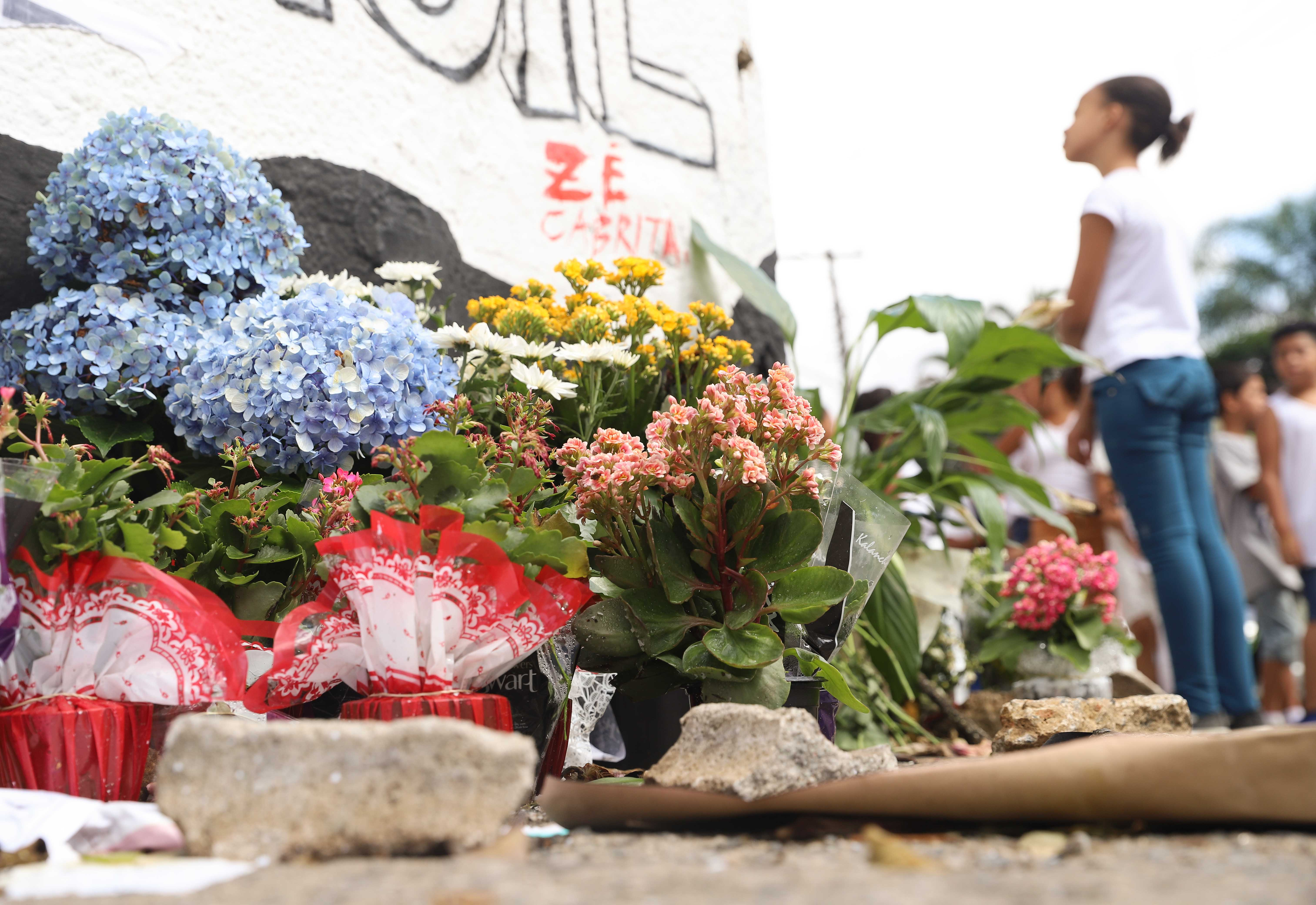
Flores diante da Escola Estadual Professor Raul Brasil, em Suzano, no Brasil, alvo de tiroteio em 2019

Tiroteio em escolas ou massacre escolar é uma modalidade de tiroteio em massa perpetrado com arma de fogo em que o alvo é o ambiente educacional, definido pelo Serviço Secreto dos Estados Unidos como "local deliberadamente escolhido para o ataque" e provocam grande impacto na sociedade, sendo uma tragédia que revela a crueldade do autor sobre estudantes e professores indefesos, num ambiente que se destina à preparação dos jovens para o futuro.
Em geral os atiradores são solitários, embora em dois casos nos Estados Unidos agiram em duplas. Até o ano de 2012 foram registrados em todo o mundo cerca de 400 ataques em escolas; cerca de 87% dentre os que atiraram contra alunos nos últimos 45 anos foram estudantes que sofreram bullying na própria instituição. Entretanto, há casos em que funcionários da instituição foram os autores, como o diretor da escola de Droyssing, na Alemanha, que atirou contra os alunos matando três e ferindo igual número, sendo depois linchado por moradores próximos ao lugar que ouviram os tiros.

## Por país

### Estados Unidos
Nos Estados Unidos o primeiro caso de tiroteio em escola registrado foi o de Brenda Ann Spencer que, em 1979, munida de um rifle atirou contra a escola que ficava do outro lado da rua de sua casa, matando o diretor e um funcionário, ferindo oito crianças e um policial - alegando, depois de tê-lo feito, que o motivo seria por "não gostar de segundas-feiras"; Brenda teria, ainda, servido de inspiração a outros atiradores do seu país - inclusive um que ocorreu dez anos depois contra uma escola com o mesmo nome daquela que atacara: Cleveland Elementary School. Este também teria sido o primeiro ataque em escola feito por uma mulher.

### Brasil
De 2002 a março de 2023, o Brasil registrou 22 ataques com armas de fogo feitos por alunos e ex-alunos em escolas. De 2002 até julho de 2022 foram dois ataques por ano, e de 2022 até março de 2023 foram um ataque por mês. Ao todo, 35 alunos, professores, funcionários e atiradores foram mortos. O caso com maior número de mortos foi o Massacre de Realengo, perpetrado pelo ex-aluno Wellington Menezes de Oliveira, de 23 anos, que invadiu o lugar armado com dois revólveres disparou contra os alunos, matando doze deles, para ao fim cometer suicídio.
Segundo a especialista em educação, Telma Vinha, fatores que contribuem atualmente para ataques em escolas no país são a radicalização da juventude, sobretudo com o fácil acesso a discursos de ódio na internet e às armas de fogo, e sofrimento no ambiente escolar, ao que o Coronel José Vicente da Silva, ex-Secretário Nacional de Segurança, adicionou o bullying sofrido por alunos aliado às condições familiares, em debate sobre o ataque do adolescente de 13 anos à Escola Estadual Thomázia Montoro, em São Paulo, em 27 de março de 2023, resultando na morte de uma professora da unidade, além de outras pessoas feridas.